# Troglobochica
Troglobochica es un género de pseudoscorpiones de la familia Bochicidae. Se distribuyen por Jamaica, en las grutas.

## Especies
Según Pseudoscorpions of the World 2.0:
- Troglobochica jamaicensis Muchmore, 1984
- Troglobochica pecki Muchmore, 1984

## Publicación original
- Muchmore, 1984: Troglobochica, a new genus from caves in Jamaica, and redescription of the genus Bochica Chamberlin (Pseudoscorpionida, Bochicidae). Journal of Arachnology, vol.12, p.61-68 (texto intégral Archivado el 4 de agosto de 2019 en Wayback Machine.).